# ماي هاما
ماي هاما (باليابانية: 浜美枝) هي ممثلة يابانية، ولدت في 20 نوفمبر 1943 بطوكيو في اليابان.

## أعمال

### أفلام
- (1963) العالم المفقود من سندباد
- (1967) أنت فقط تعيش مرتين[4]

## وصلات خارجية
- ماي هاما على موقع IMDb (الإنجليزية)
- ماي هاما على موقع ألو سيني (الفرنسية)
- ماي هاما على موقع ميوزك برينز (الإنجليزية)
- ماي هاما على موقع أول موفي (الإنجليزية)
- ماي هاما على موقع قاعدة بيانات الأفلام السويدية (السويدية)
- ماي هاما على موقع قاعدة بيانات الفيلم (الإنجليزية)
- ماي هاما على موقع كينوبويسك (الروسية)